# Europass
Europass — проект Європейського Союзу, спрямований на представлення професійних навичок, компетентностей і кваліфікацій у формі, зрозумілій у всіх країнах Європейського Союзу. Europass заснований Директивою 2241/2004/EC Європейського парламенту та Ради від 15 грудня 2004.
Europass складається з п'яти документів: Curriculum vitae, мовний паспорт та інших. Перші два документи можуть бути заповнені особисто, а решта — інституціями, які мають на це право.